# Nature morte au vieux soulier
Nature morte au vieux soulier é uma pintura a óleo 1937 por Joan Miró que agora faz parte da coleção permanente do Museu de Arte Moderna de Nova Iorque. O trabalho foi dado ao museu por James Thrall Soby em 1970.